# Lac Métascouac
Pour les articles homonymes, voir Métascouac.
Le lac Métascouac est un plan d'eau douce traversé par la rivière Métascouac, dans le territoire non organisé de Lac-Jacques-Cartier, dans la municipalité régionale de comté (MRC) de La Côte-de-Beaupré, dans la région administrative de la Capitale-Nationale, dans la province de Québec, au Canada. Le lac Métascouac fait partie de la réserve faunique des Laurentides.
La zone autour du lac est desservie indirectement par la route 169 (reliant Québec à Alma) et par la route 155 (reliant La Tuque et Chambord). Quelques routes forestières secondaires desservent cette zone pour les besoins de la foresterie et des activités récréotouristiques.
La foresterie constitue la principale activité économique du secteur ; les activités récréotouristiques, en second.
La surface du lac Métascouac est habituellement gelée du début de décembre à la fin mars, toutefois la circulation sécuritaire sur la glace se fait généralement de la mi-décembre à la mi-mars.

## Géographie
Les principaux bassins versants voisins du lac Métascouac sont :
- côté nord : lac Sérigny, lac de la Liberté, lac aux Écorces, rivière aux Écorces, lac Carbonneau ;
- côté est : lac Tomachiche, lac Samson, lac Citoleux, lac de la Montagne, lac Érin, rivière aux Écorces ;
- côté sud : lac Berthiaume, lac des Néréides, rivière Métascouac, rivière Métabetchouane ;
- côté ouest : lac Berthiaume, lac aux Montagnais, rivière Métabetchouane, ruisseau Long.

Le lac Métascouac comporte une longueur de 8,5 km, une largeur de 3,2 km et une altitude de 471 m. Ce lac est surtout alimenté par la décharge d’un ensemble de lacs dont Durocher, des Mûres, Taillefer et Themers, décharge des lacs Isabelle et Flynn, décharge du lac Tomochiche et du lac Sérigny, décharge du lac Lescarbeau. Un barrage a été érigé à l’embouchure du lac Métascouac qui est située sur la rive ouest, à :
- 2,9 km au sud-est du lac aux Montagnais ;
- 8,8 km au sud-ouest du lac aux Écorces ;
- 39,1 km au sud-est du lac des Commissaires ;
- 24,9 km à l’est du village de Van Bruyssel situé le long du chemin de fer du Canadien National ;
- 38,4 km au nord-est du centre du village de Lac-Édouard ;
- 63,8 km au sud-est du lac Saint-Jean[2].

À partir de l’embouchure du lac Métascouac, le courant suit consécutivement le cours de :
- la rivière Métascouac sur km généralement vers le sud ;
- la rivière Métabetchouane sur km généralement vers le nord-est ;
- le lac Saint-Jean sur 22,25 km vers le nord-est jusqu’à la Petite Décharge ;
- la rivière Saguenay via la Petite Décharge sur 172,3 km vers l’est jusqu’à Tadoussac où il conflue avec l’estuaire du Saint-Laurent[2].

## Toponymie
Le terme « Métascouac » aurait à priori été attribué à la rivière dans laquelle se décharge le lac Métascouac. L'arpenteur Frederic William Blaiklock explora en 1847 le territoire compris entre Stoneham, près de Québec, et Métabetchouan–Lac-à-la-Croix, au Lac-Saint-Jean, en vue de la construction éventuelle d'une route reliant ces deux points. Il identifie et décrit ce cours d'eau sous le nom de « Rivière Metasquiac ». Le toponyme paraît en 1870 sous la forme « Grand L. Metasquéag » sur la « Carte de la province de Québec » d'Eugène Taché. L'arpenteur Henry O'Sullivan explore les lieux en 1892 et décrit le lac comme l'un des plus beaux de tout le bassin de la rivière Métabetchouane, parsemé d'îles verdoyantes et bordé de chaque côté de collines à pente douce.
Deux sources distinctes attribuées au missionnaire et philologue oblat Georges Lemoine attribuent des sens différents au toponyme. La première fait provenir « Métascouac » des mots innus « matau » et « iskwewak » qu'on traduit par « lac aux belles femmes » en émettant toutefois un certain doute quant à cette interprétation. La seconde lui rattache le sens de « là où il y a du bois vert seulement ». Pourtant, lorsqu'il publie son « Dictionnaire montagnais-français », en 1901, le père Lemoine donne lui-même au toponyme le sens de « endroit où se rencontrent trois ruisseaux ». Cette étymologie paraît la plus plausible compte tenu de l'aspect des lieux environnants. La rivière Métascouac, dans laquelle se déverse le lac, se joint en effet, à une vingtaine de kilomètres plus bas, à la rivière Métabetchouane. Cette jonction se fait à angle droit, en forme de T, si bien qu'à cet endroit précis, on a l'impression d'observer trois cours d'eau qui se joignent.
Le toponyme « lac Métascouac » a été officialisé le 5 décembre 1968 par la Commission de toponymie du Québec.